# Okinawa SV
El Okinawa Sport-Verein (沖縄スポーツクラブ Okinawa Supōtsukurabu?) es un equipo de fútbol japonés con sede en las ciudades de Tomigusuku y Uruma de la Prefectura de Okinawa, fundada por el exfutbolista Naohiro Takahara. Actualmente se desempeña en la Japan Football League, cuarta división del fútbol japonés.

## Historia
Tras dejar el SC Sagamihara y retirarse del fútbol profesional, el ex internacional de la Selección de Japón Naohiro Takahara decidió fundar un nuevo club en Okinawa. La identidad del club proviene principalmente de dos clubes extranjeros, en los que Takahara jugó durante su carrera. El nombre del club se inspiró en el Hamburger SV alemán, que influyó en Takahara para fundar el club como Okinawa Sport-Verein (un término alemán que significa "club deportivo"). Los colores del uniforme y su diseño están inspirados en el Boca Juniors de Argentina, que utiliza los colores azul y amarillo en sus uniformes desde 1907.
Takahara se convirtió en presidente, entrenador, jugador y capitán, ayudando al club con sede en Kyushu a empezar desde abajo en el fútbol japonés. En su primer año, en 2016, el Okinawa SV participó en la 3.ª división de la Liga de la Prefectura de Okinawa en un debut muy exitoso, permaneciendo invicto mientras anotaba 123 goles y solo concedía uno. La Asociación de Fútbol de Okinawa optó por darle al club un pase libre para unirse a la 1.ª División de la Liga de la Prefectura. En su segunda temporada, el Okinawa SV logró otro ascenso, ahora a la Liga de Fútbol de Kyushu.
El 27 de noviembre de 2022, el Okinawa SV ascendió a la JPL por primera vez en su historia. Se aseguró el ascenso tras derrotar al FC Kariya por 4-0 en su último partido de la ronda final de la Liga de Campeones Regional. El Okinawa SV solo necesitó 6 temporadas para saltar de la 3.ª división de la Liga de la Prefectura de Okinawa a la fase nacional, en la 4.ª división de Japón.
El 2 de diciembre de 2023, Okinawa SV asegura su permanencia en la JFL tras la derrota. Vonds Ichihara marca por 2-1 en el play-off de ascenso y descenso de la JFL de 2023 y termina en el puesto 15 después de su peor actuación en el club.

## Palmarés
- Liga de la Prefectura de Okinawa (1): 2016.
- Liga de fútbol de Kyushu (3): 2019, 2021, 2022.